# ماركوس مومفورد
ماركوس أوليفر جونستون ممفرد (بالإنجليزية: Marcus Mumford)‏ (مواليد 31 يناير 1987) هو موسيقي بريطاني والمغني الرئيسي لفرقة ممفرد اند سونز.

## نشأته
ولد في الولايات المتحدة في كالفورنيا، والديه بريطانيون لكن بسبب ولادته في الولايات المتحدة فهو يحمل الجنسية الأمريكية والبريطانية وحينما كان عمره ستة أشهر انتقل أهله إلى لندن .

## وصلات خارجية
- ماركوس مومفورد على موقع IMDb (الإنجليزية)
- ماركوس مومفورد على موقع ألو سيني (الفرنسية)
- ماركوس مومفورد على موقع ميوزك برينز (الإنجليزية)
- ماركوس مومفورد على موقع رولينغ ستون (الإنجليزية)
- ماركوس مومفورد على موقع أول ميوزيك (الإنجليزية)
- ماركوس مومفورد على موقع ديسكوغز (الإنجليزية)
- ماركوس مومفورد على موقع قاعدة بيانات الفيلم (الإنجليزية)
- ماركوس مومفورد على موقع كينوبويسك (الروسية)

1. 1 2  Discogs (بالإنجليزية), QID:Q504063
2. ↑  AllMusic (بالإنجليزية), QID:Q31181
3. ↑   http://www.thisislondon.co.uk/music/article-23743065-the-bookshop-band-mumford-and-sons.do. اطلع عليه بتاريخ 2022-09-14. {{استشهاد ويب}}: |url= بحاجة لعنوان (مساعدة) والوسيط |title= غير موجود أو فارغ (من ويكي بيانات) (مساعدة)
4. ↑   https://www.usatoday.com/story/entertainment/music/2020/08/14/mumford-sons-frontman-ted-lasso-gardening-during-quarantine-new-music-and-afc-wimbledon/3367305001/. اطلع عليه بتاريخ 2022-09-14. {{استشهاد ويب}}: |url= بحاجة لعنوان (مساعدة) والوسيط |title= غير موجود أو فارغ (من ويكي بيانات) (مساعدة)